# 3891 Werner
3891 Werner eller 1981 EY31 är en asteroid i huvudbältet som upptäcktes den 3 mars 1981 av den amerikanska astronomen Schelte J. Bus vid Siding Spring-observatoriet. Den är uppkallad efter Robert A. Werner.
Asteroiden har en diameter på ungefär 3 kilometer och den tillhör asteroidgruppen Nysa.